# Urve Tiidus
Urve Tiidus, née Uussaar le 6 juin 1954 à Rapla, est une femme politique estonienne, membre du Parti de la réforme. Élue au Riigikogu depuis 2011, elle exerce le mandat de maire de Kuressaare. Entre le 4 décembre 2013 et le 9 avril 2015, elle est ministre de la Culture.